# Kureacivka, Markivka
Kureacivka (în ucraineană Курячівка) este un sat în comuna Bondarivka din raionul Markivka, regiunea Luhansk, Ucraina.

## Demografie
Componența lingvistică a localității Kureacivka
     Ucraineană (95,53%)
     Rusă (4,47%)
Conform recensământului din 2001, majoritatea populației localității Kureacivka era vorbitoare de ucraineană (95,53%), existând în minoritate și vorbitori de rusă (4,47%).